# 松下芳男

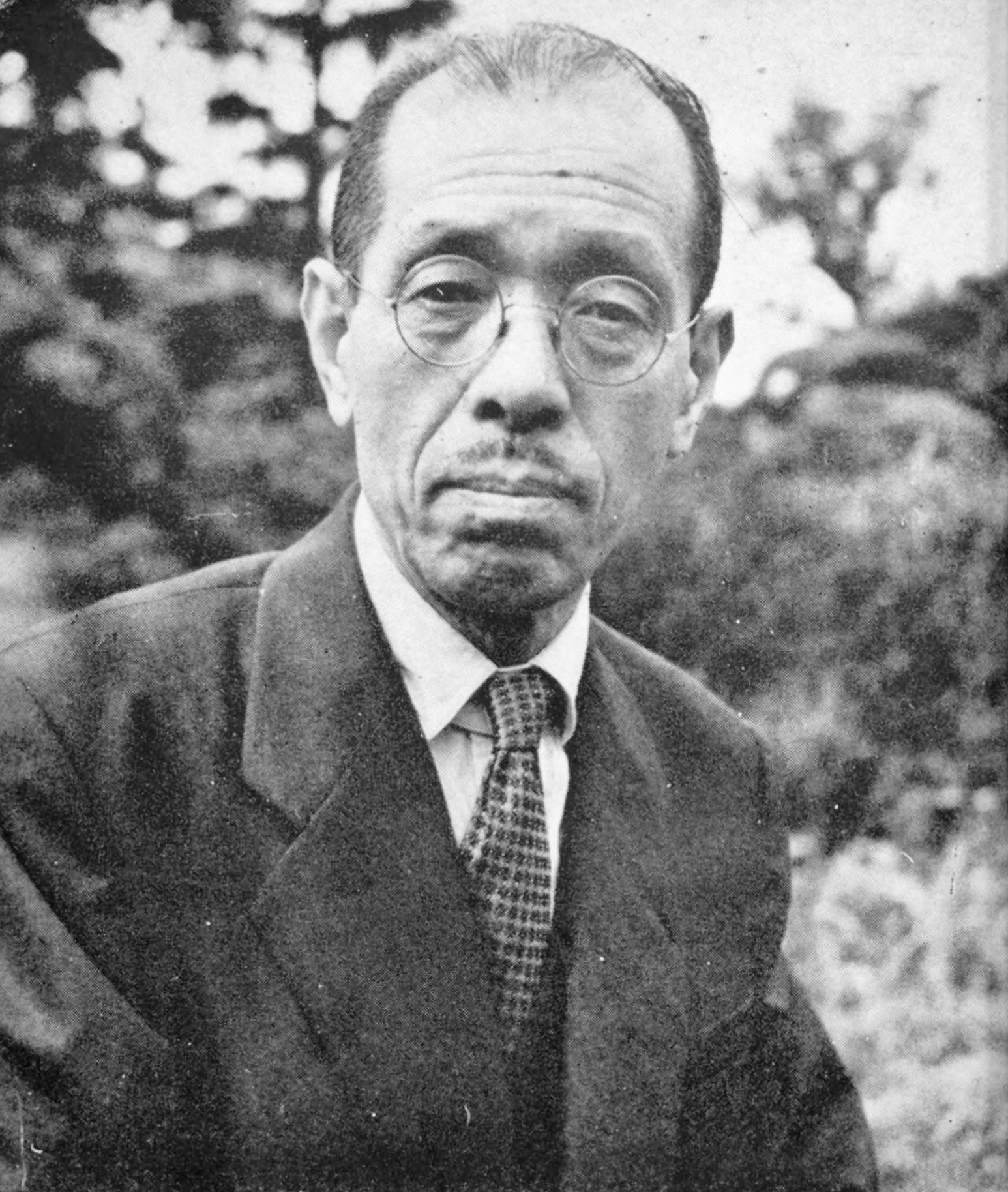
『反戦運動史』近影（1954年）

松下 芳男（まつした よしお、1892年〈明治25年〉5月4日 - 1983年〈昭和58年〉4月9日）は、日本陸軍の軍人（陸軍中尉）・軍事評論家・軍事史家。「明治軍制史論」で法学博士（東京大学）。新潟県新発田町（新発田市）出身。

## 人物
祖父は越後長岡藩藩士、父は陸軍少佐松下亀蔵である。松下はその長男として生まれる。松下の長男は東京大学教授。小学校時代の友人の兄に大杉栄がおり、大杉の死の直前まで交友があった。新発田中学、仙台陸軍地方幼年学校、陸軍中央幼年学校を経て、大正2年（1913年）に陸軍士官学校を卒業（25期）。士官学校の同期には武藤章・富永恭次・田中新一らがいる。
同年、陸軍歩兵少尉となり、弘前の歩兵第52連隊に配属される。大正6年（1917年）、陸軍歩兵中尉。大正9年（1920年）6月、大杉栄の紹介で知り合った友愛会幹部に送った私信がもとで、「東京日日新聞」に「社会主義に共鳴」した将校として報じられ、7月に田中義一陸軍大臣の指示で停職処分となる。
同年9月、日本大学に入学（1924年、法文学部卒業）。大正10年（1921年）より同13年（1924年）まで、星島二郎・片山哲らが経営していた「中央法律新報」の編集長となる。この頃、軍縮問題に関心を持ち、軍備縮小同志会を訪ねる。そして、河野恒吉の紹介で水野廣徳と知り合い、その平和主義思想に多大な影響を受けた。師と仰いだ水野との親交は、昭和20年（1945年）に水野が亡くなるまで続いた。その一方で尾佐竹猛の誘いで明治文化研究会などに参加、近代日本軍事史の研究に着手することになる。
戦時中は、日本大学講師・教育総監部嘱託を務める。戦後は軍事史研究に専念し、従来表ざたになっていなかった事柄を明らかにしている。昭和28年（1953年）から同45年（1970年）まで工学院大学教授を務めた。

## 著書
- 『剣執る身にペン執りて』（忠誠堂、1921年）
- 『資本主義と戦争』（文化学会出版部、1925年。復刻：日本図書センター、2002年）
- 『無産階級と国際戦』（科学思想普及会、1925年）
- 『国防と軍備』（日本労働総同盟、1926年）
- 『非常時に躍る軍部の人物展望』（大道書院、1934年）
- 『陸海の将星展望』（香川書店、1936年）
- 『我等の国防と軍備』（田中誠光堂、1941年）
- 『徴兵令制定史』（内外書房、1943年。増補版：五月書房、1981年）
- 『明治大正反戦運動史』（草美社、1949年）
- 『水野広徳』（四州社、1950年。現代語訳・前坂俊之編：雄山閣、1993年）
- 『反戦運動史』（元々社〈民族教養新書〉、1954年）
- 『明治軍制史論』（有斐閣、1956年。改訂：国書刊行会、1978年）
- 『乃木希典』（吉川弘文館〈人物叢書〉、1960年）
- 『明治の軍隊』（至文堂〈日本歴史新書〉、1963年）
- 『日本軍事史叢話』（土屋書店、1963年）
- 『日本軍事史実話』（土屋書店、1966年）
- 『山紫に水清き』（仙幼会、1973年）
- 『日本陸海軍騒動史』（土屋書店、1974年）
- 『日本軍閥の興亡』（芙蓉書房、1975年。新装版：『日本軍閥興亡史』上・下、芙蓉書房出版、2001年）
- 『日本軍事史説話』（土屋書店、1975年）
- 『これは無礼・失礼』（土屋書店、1976年）
- 『暴動鎮圧史』（柏書房、1977年）
- 『日本軍事史雑話』（土屋書店、1977年）
- （田中新一他）『田中作戦部長の証言』（芙蓉書房、1978年）
- 『日本軍事史閑話』（土屋書店、1979年）